# Голубка (дача)
Дача «Голубка» — исторический особняк, расположенный в центре города Алушта, на улице Ленина, 20 (до революции — Кутузовской ул). Ныне - объект культурного наследия.

## История
Здание построено страховым обществом в 1827 году из камня-ракушечника и диорита. В конце XIX в. его купил и переоборудовал под дачу отставной генерал Голубов.
10 октября 1894 года на даче «Голубка» произошла встреча цесаревича Николая Александровича и его невесты принцессы Алисы Гессен-Дармштадтской (в православии Александры Федоровны).
В тот день Николай записал в своем дневнике:
Проснулся чудесным жарким днем… В 9 ½ отправился с Сергеем  в Алушту, куда приехали в час дня. Десять минут спустя из Симферополя подъехала моя ненаглядная Аликс с Эллой . Сели завтракать в доме отставного генерала Голубова. После завтрака сел вдвоем с Аликс в коляску, и вдвоем поехали в Ливадию. Боже мой! Какая радость встретиться с ней на родине и иметь близко от себя – половина забот и скорби как будто спала с плеч
.
 
В 1998 году по инициативе Дворянского собрания Крыма в честь этого события на здании дачи «Голубка» установлена памятная мемориальная доска.
Также на фасаде здания, слева от входа, установлена мемориальная доска в память о содержавшихся под арестом членах правительства Социалистической советской республики Таврида. 20 апреля 1918 г. во время мятежа татарских буржуазных националистов и русских белогвардейцев под руководством поручика Мухтара Хайретдинова и штаб-ротмистра Селима Муфти-заде, сопровождавшегося арестами и расстрелами красногвардейцев и большевиков, в подвал здания были заключены члены Алуштинского ревкома. 21 апреля, после ареста у деревни Биюк-Ламбат к ним прибавились члены правительства Социалистической советской республики Таврида. Впоследствии заключенные были расстреляны в ночь на 24 апреля у подножия горы Демерджи.
В феврале 1945 года по пути на Ялтинскую конференцию в здании дачи «Голубка» кратковременно останавливался Председатель СНК СССР И. В. Сталин. Имеется памятная табличка.

## Современное состояние
По состоянию на 2016 год в здании дачи «Голубка» размещалась Центральная городская библиотека им. С. Н. Сергеева-Ценского.